# Чуприна Ігор Олександрович
Ігор Олександрович Чуприна (нар. 19 лютого 1956, УРСР) — радянський футболіст та український тренер.

## Кар'єра гравця
Футбольну кар'єру розпочав у 1979 році в складі черкаського «Дніпра», за який у Другій союзній лізі зіграв 25 матчів. Наступного року захищав кольори іншого друголігового колективу, ФК «Хіва» (1 матч). У 2013 році вистуав за ветеранську команду «Енергія» (Черкаси).

## Кар'єра тренера
Тренерську діяльність розпочав на початку 1996 року. До вересня 1996 року оолював черкаське «Дніпро». Потім тренував аматорські колективи з Черкас, у тому числі «Енергію» (Черкаси).